# Lonchura melaena
Lonchura melaena là một loài chim trong họ Estrildidae.